# 六旗大冒险乐园
六旗大冒险（英語：Six Flags Great Adventure）现全称“六旗——大冒险 & 旅行”，是目前全球最大的综合主题公园。六旗大冒险乐园坐落于美国纽泽西州捷克逊镇，占地510英亩，内设十余个不同主题的游览区及数十家不同品牌的餐厅，现为六旗娱乐公司所有。

## 历史
大冒险乐园原由Warner LeRoy投资建造，1977年时被六旗公司收购。2012年8月底，在六旗公司完成对大冒险乐园与“野地之旅(Wild Safari)”动物主题公园的合并之后，该联合公园便超越迪士尼动物王国，成為世界上最大的综合主题公园。